# Paracaroides befasy
Paracaroides befasy là một loài bướm đêm trong họ Noctuidae.